# Pyrausta pionalis
Pyrausta pionalis là một loài bướm đêm trong họ Crambidae.